# روني ولز
روني ولز (بالإنجليزية: Ronnie Wells)‏ هي موسيقية ومغنية أمريكية، ولدت في 28 فبراير 1943، وتوفيت في 7 مارس 2007 بسبب سرطان الرئة.

## روابط خارجية
- روني ولز على موقع أول ميوزيك (الإنجليزية)